# Naturreservat i Portugal

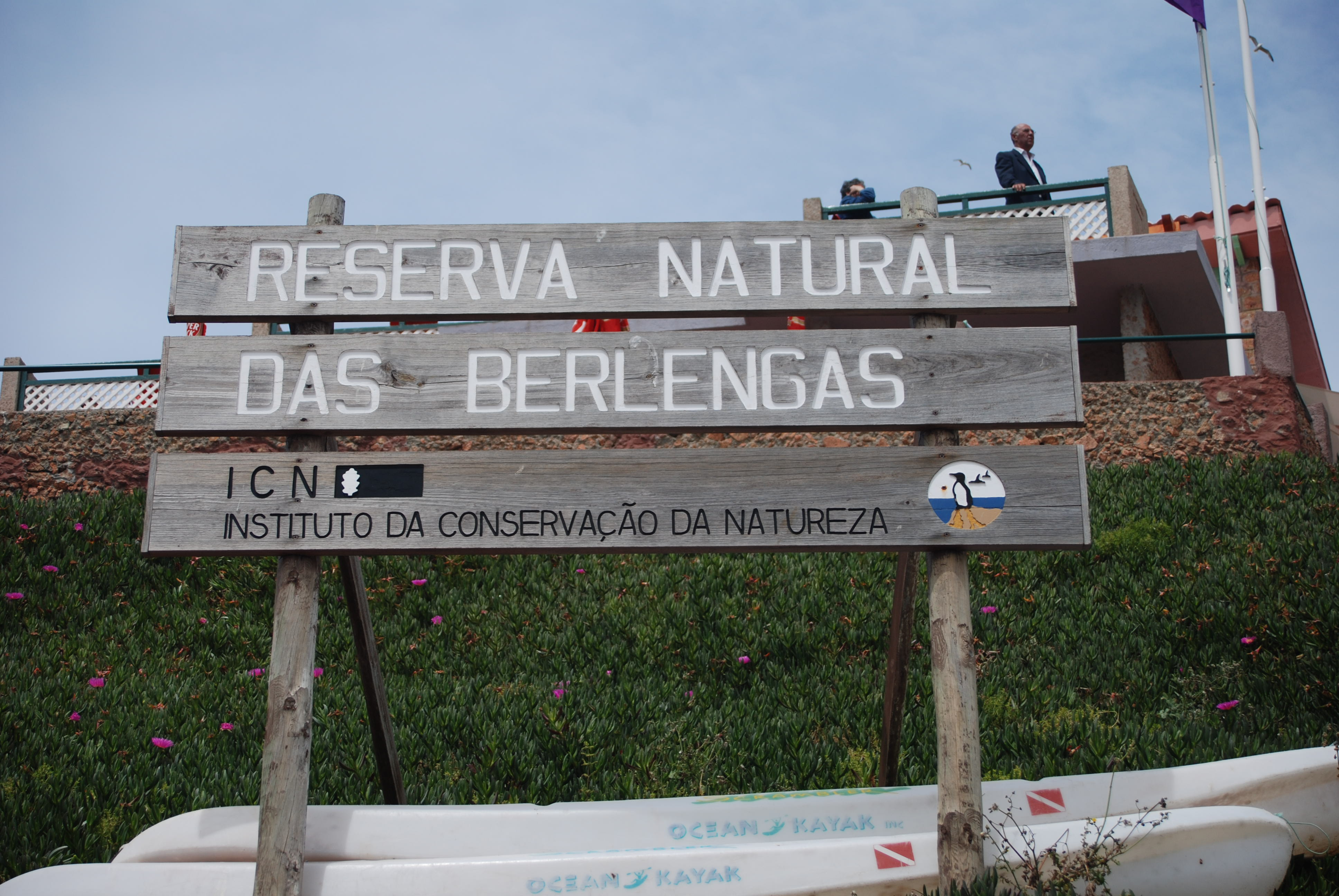

Det finns flera naturreservat (Reservas naturais) i Portugal.
Dessa områden har skyddats av myndigheter för att långsiktigt bevara värdefulla naturmiljöer - med dess flora och fauna – samt säkra tillgången till viktiga fritids- och kulturpräglat miljöer.
- Reserva Natural da Serra da Malcata
- Reserva Natural das Berlengas
- Reserva Natural das Dunas de São Jacinto
- Reserva Natural das Lagoas de Santo André e da Sancha
- Reserva Natural do Estuário do Sado
- Reserva Natural do Estuário do Tejo
- Reserva Natural do Paul de Arzila
- Reserva Natural do Paul do Boquilobo
- Reserva Natural do Sapal de Castro Marim e Vila Real de Santo António
- Reserva Natural das Ilhas Desertas
- Reserva Natural das Ilhas Selvagens
- Reserva Natural da Baía de São Lourenço
- Reserva Natural Parcial do Garajau
- Reserva Natural do Sítio da Rocha do Navio

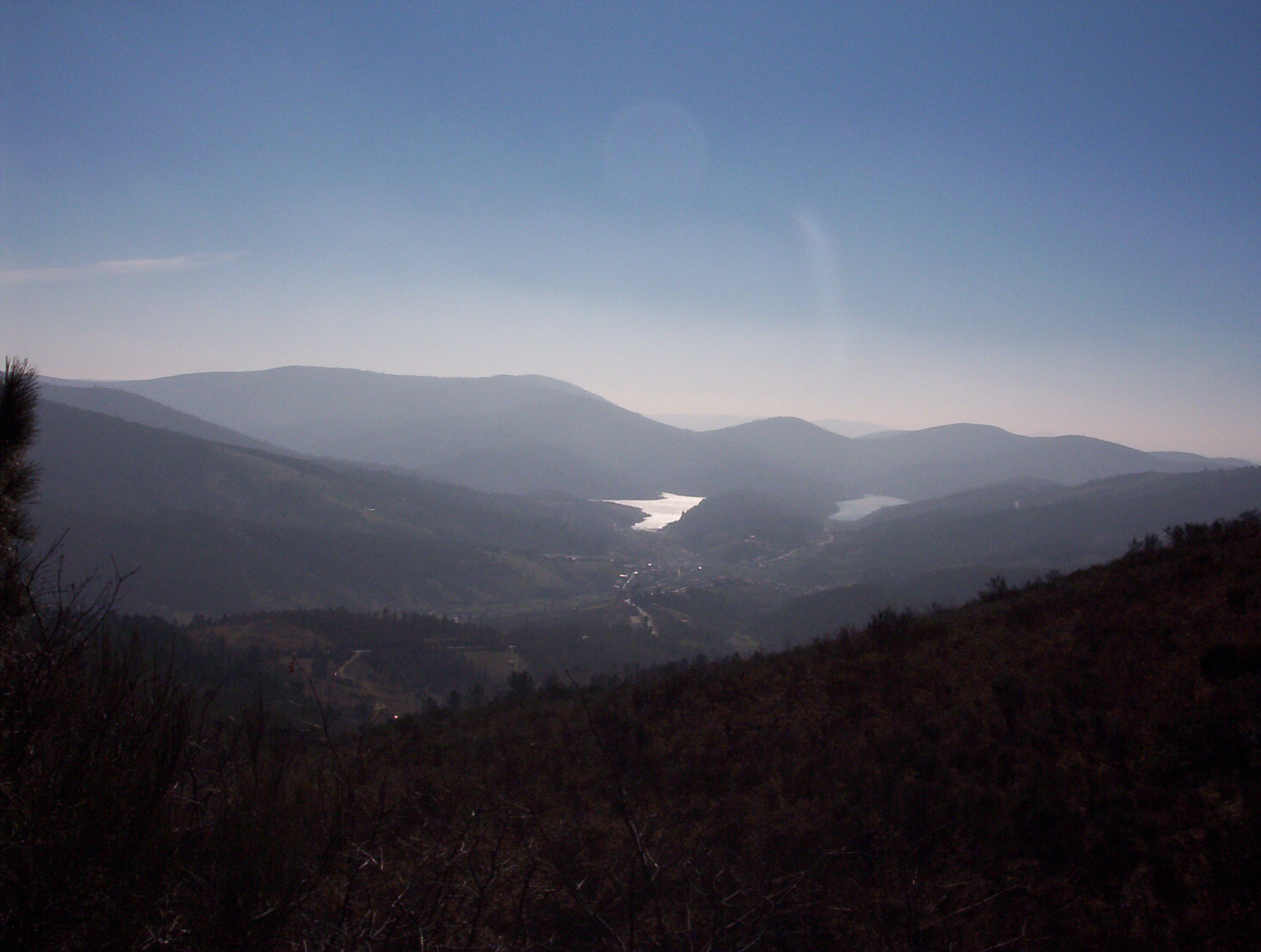
Reserva natural da Serra da Malcata
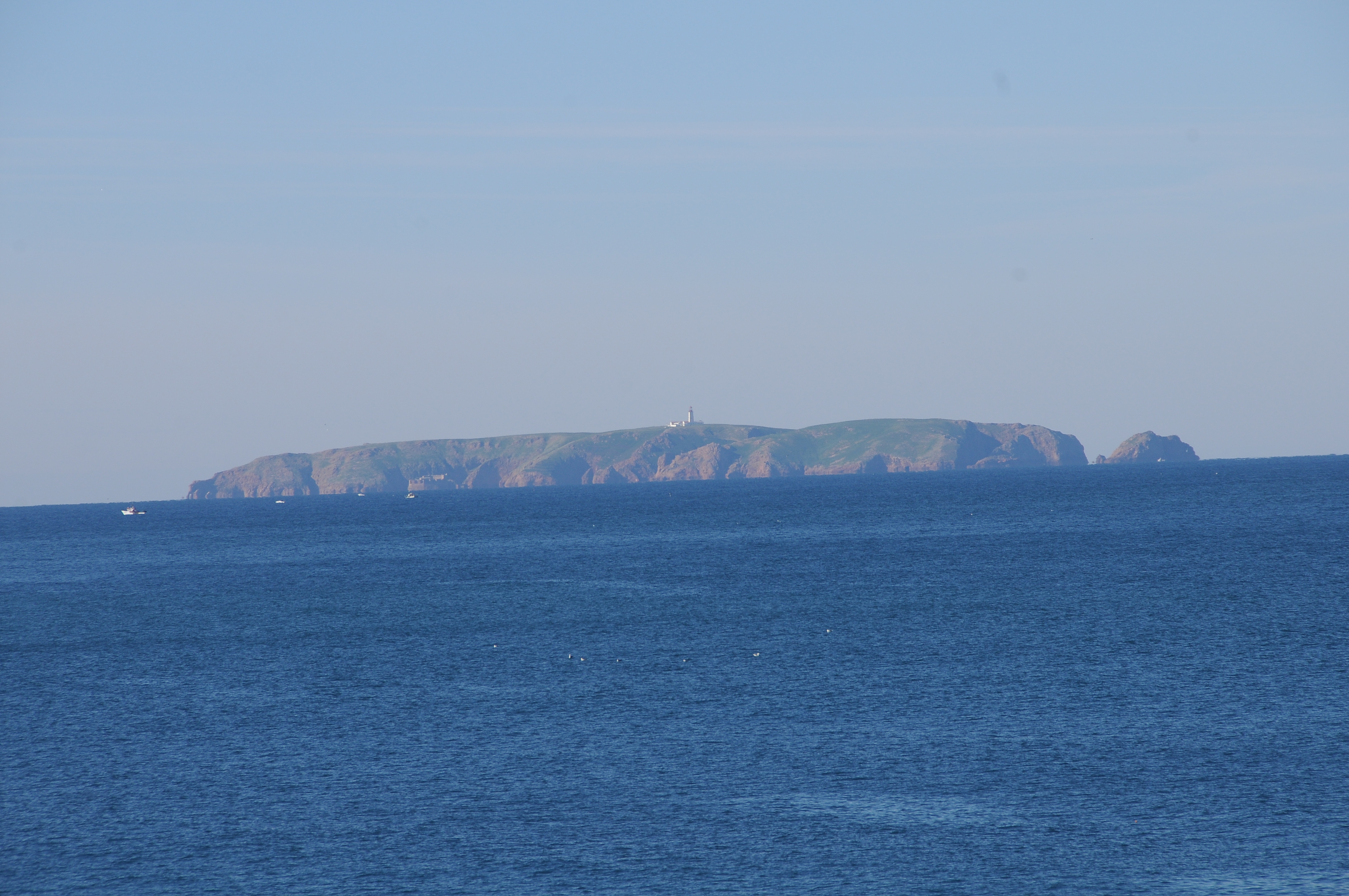
Reserva natural das Berlengas
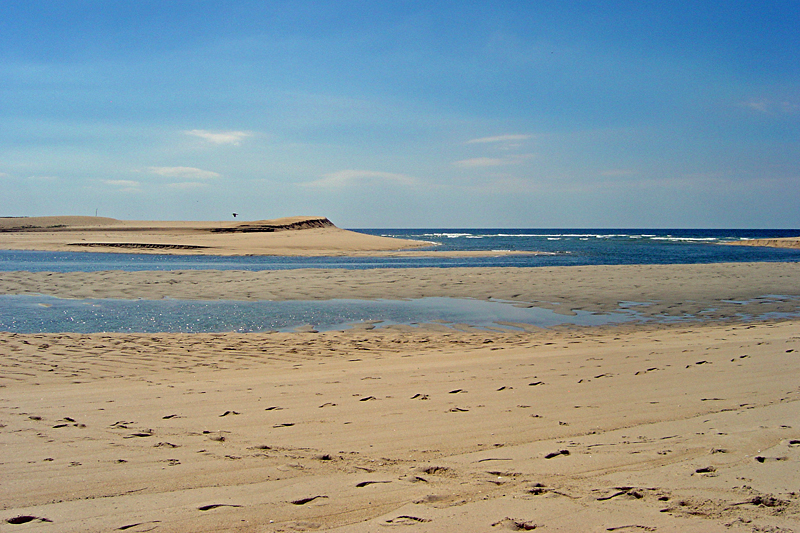
Reserva Natural das Lagoas de Santo André e da Sancha
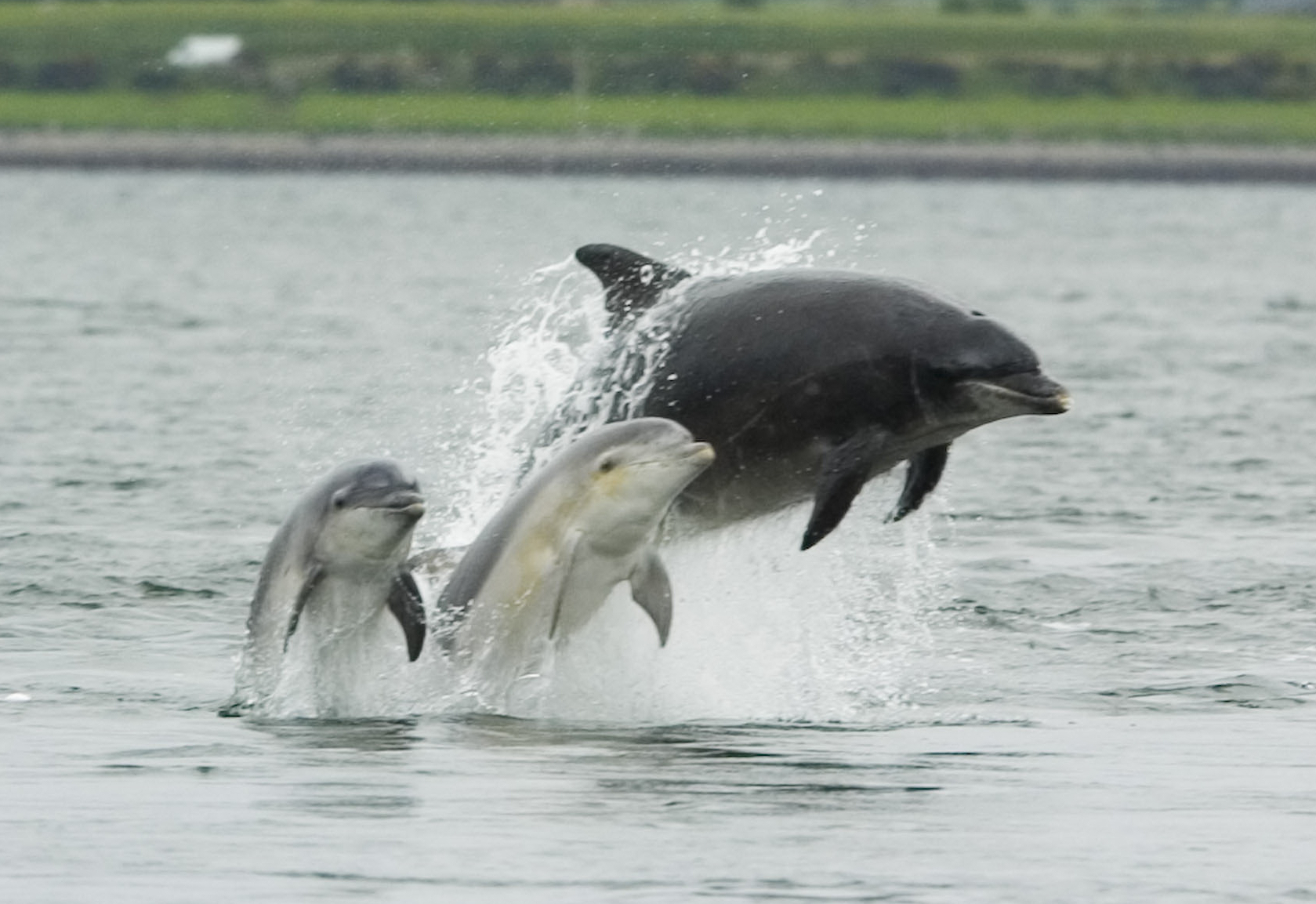
Reserva Natural do Estuário do Sado
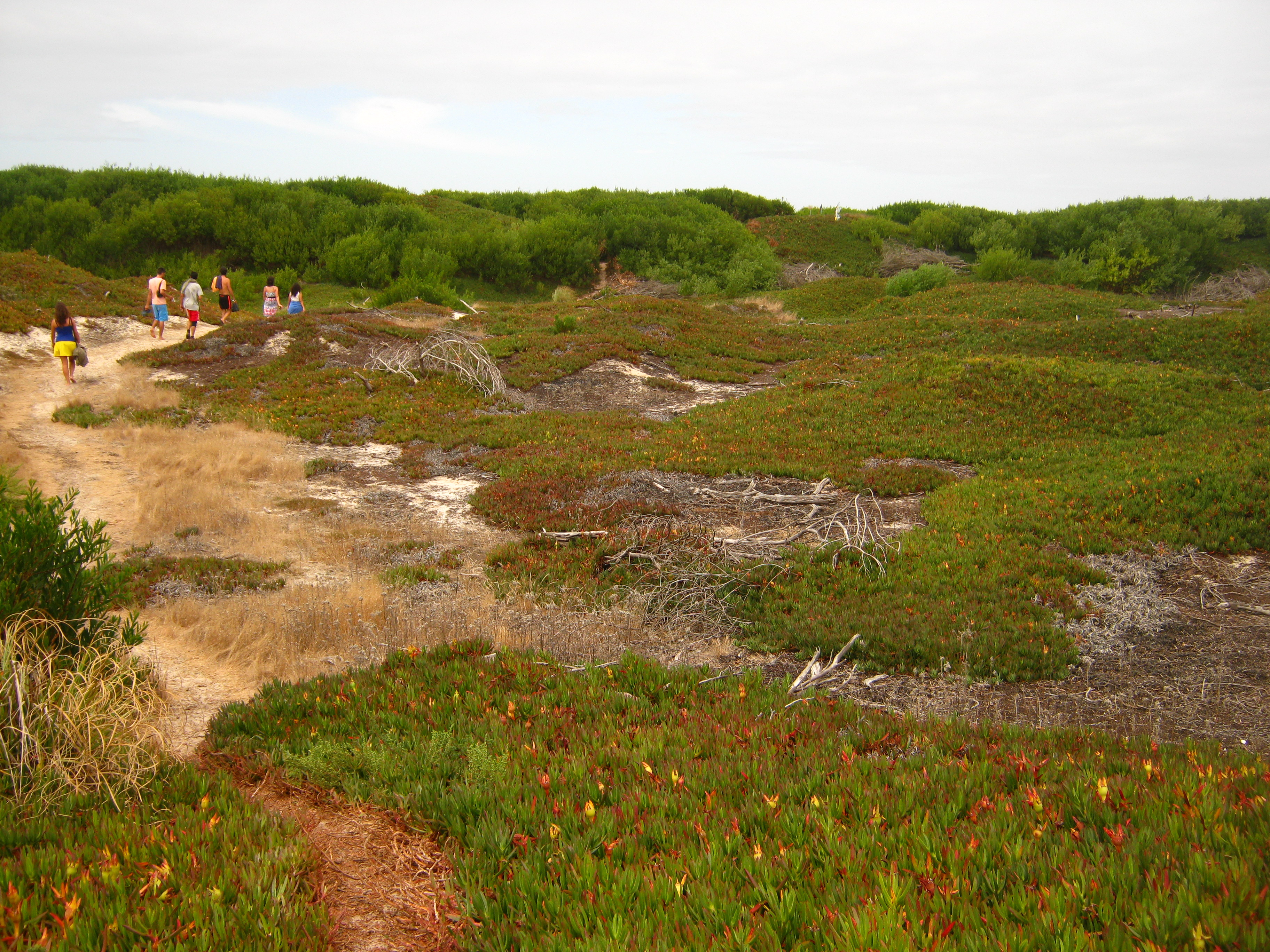
Reserva Natural das Dunas de São Jacinto
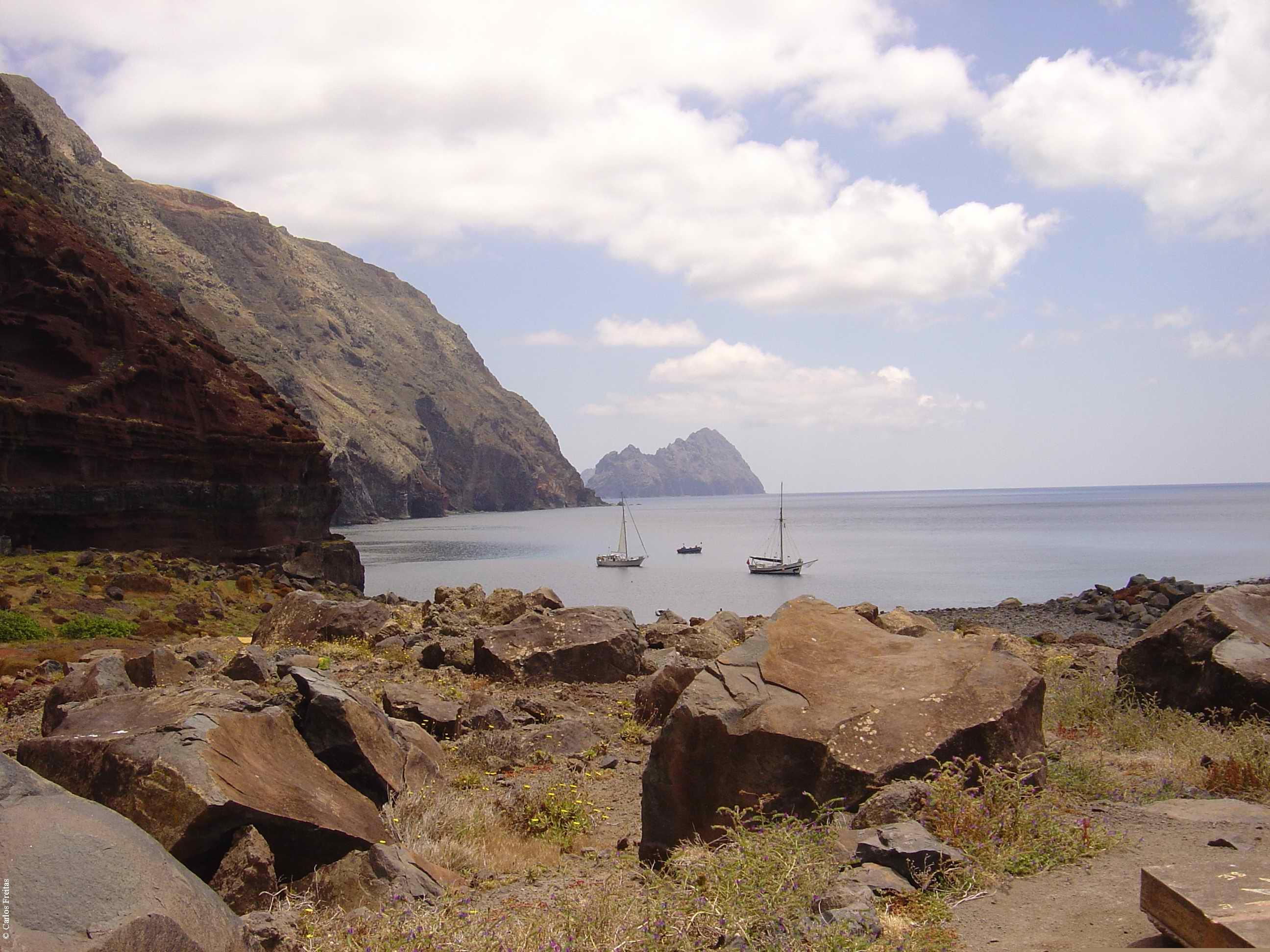
Reserva Natural das Ilhas Desertas
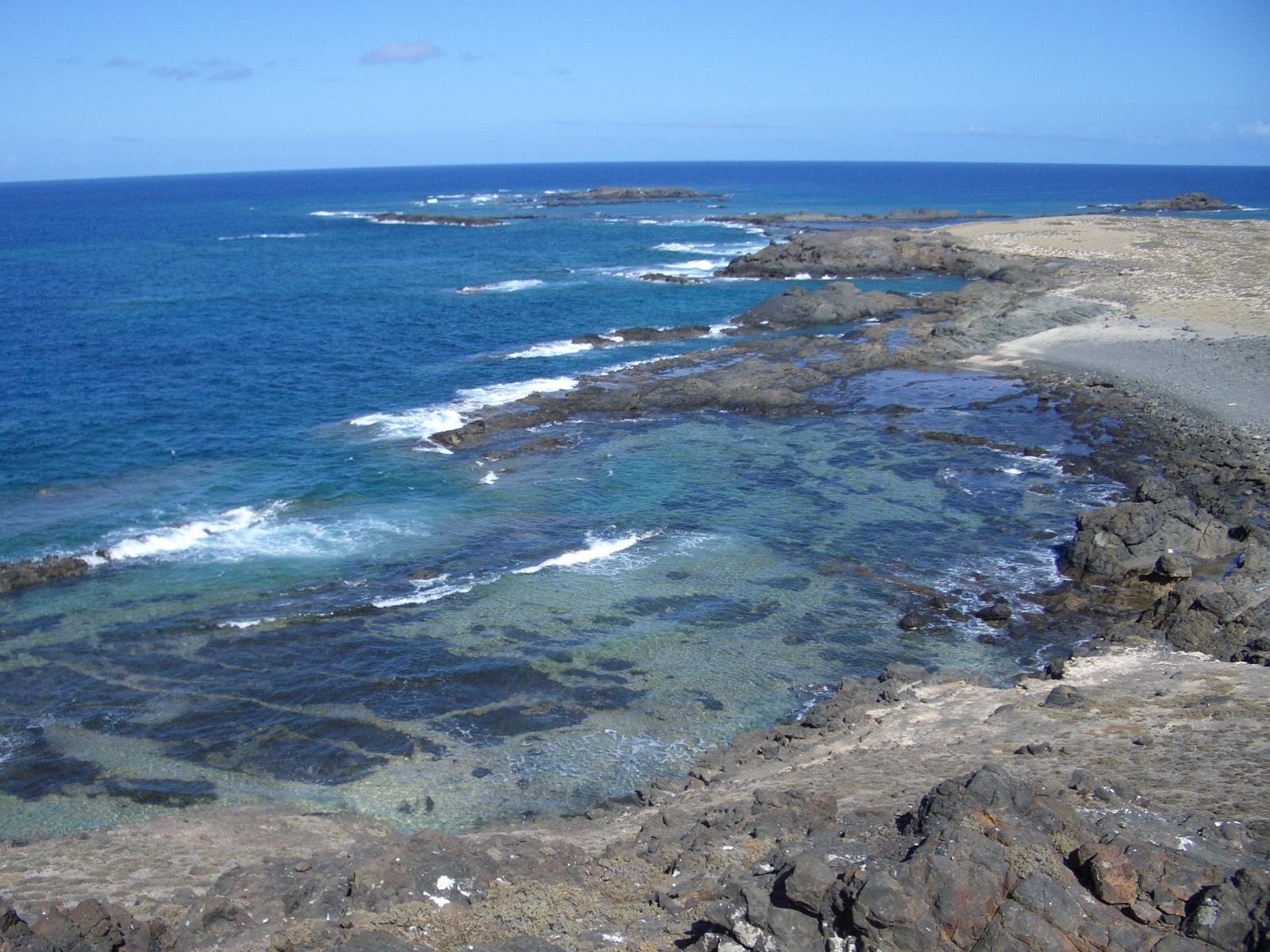
Reserva Natural das Ilhas Selvagens
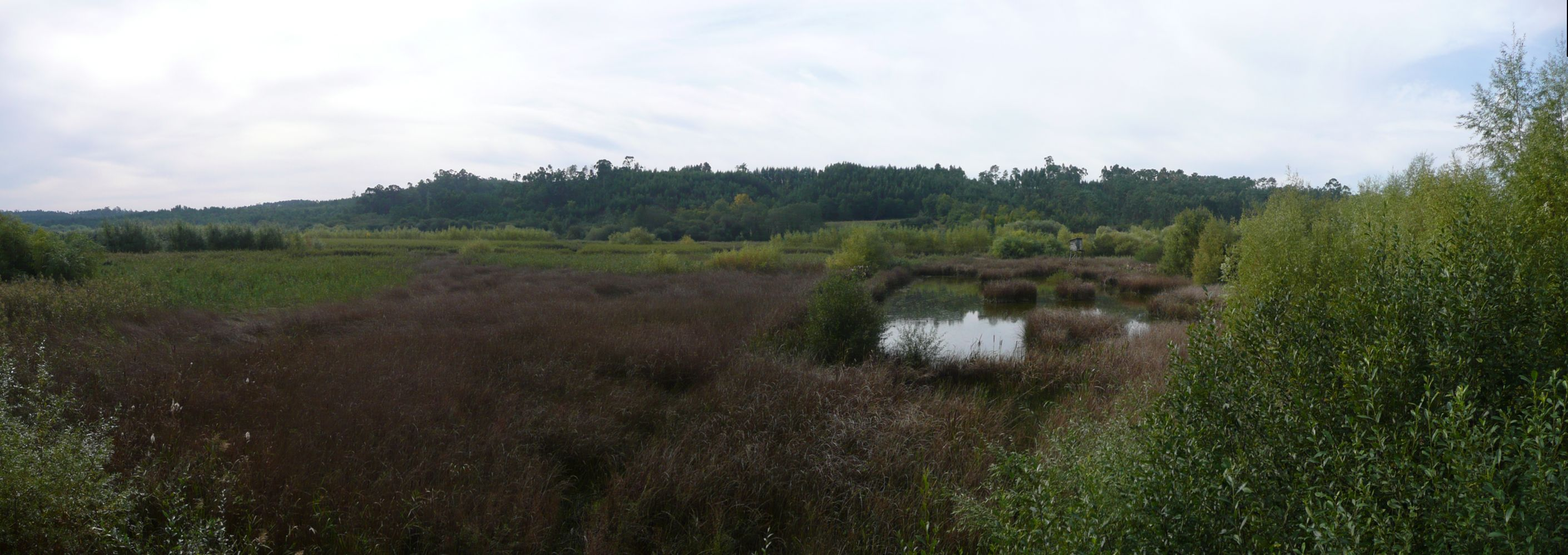
Reserva Natural do Paul de Arzila
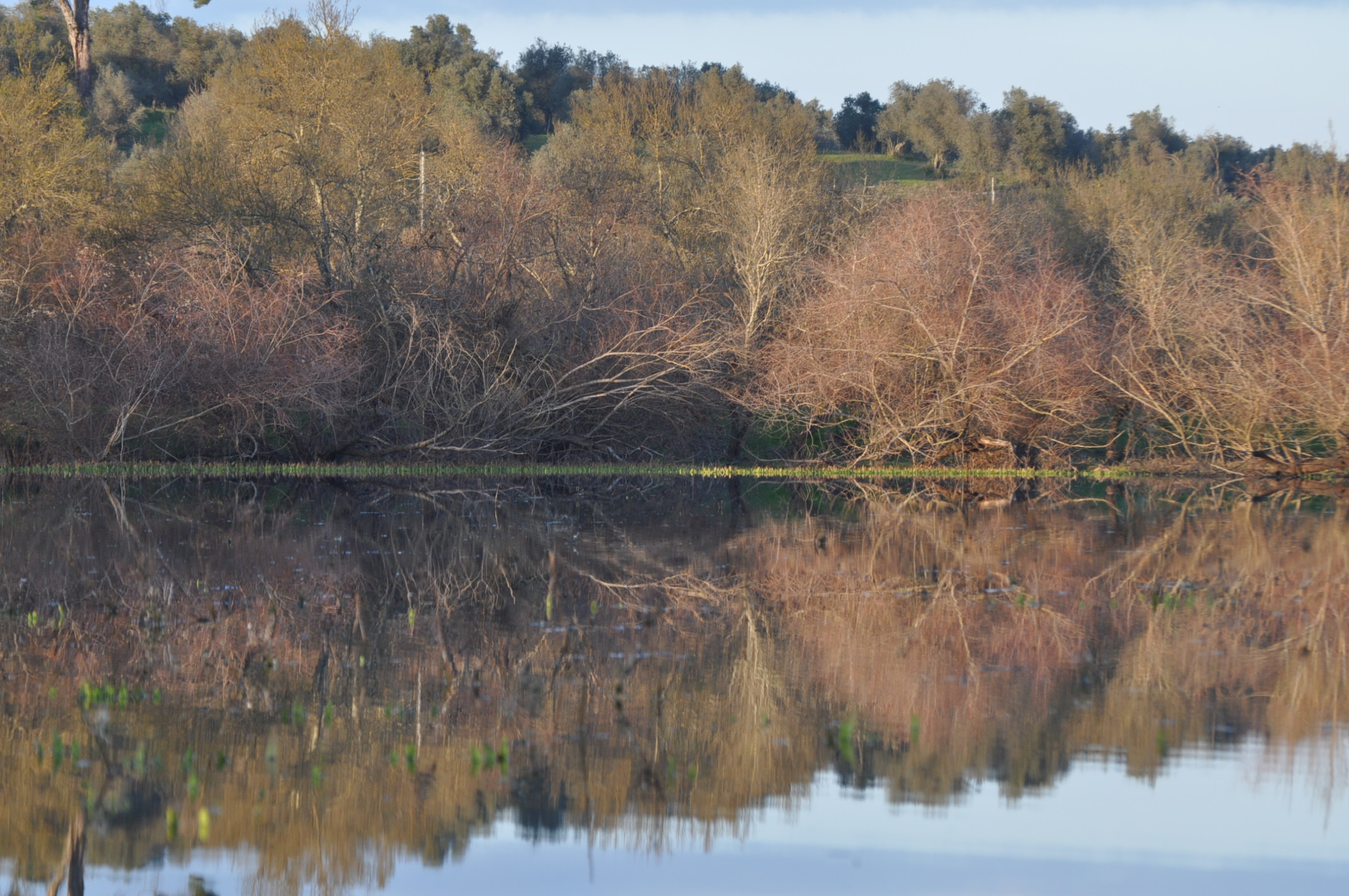
Reserva Natural do Paul do Boquilobo
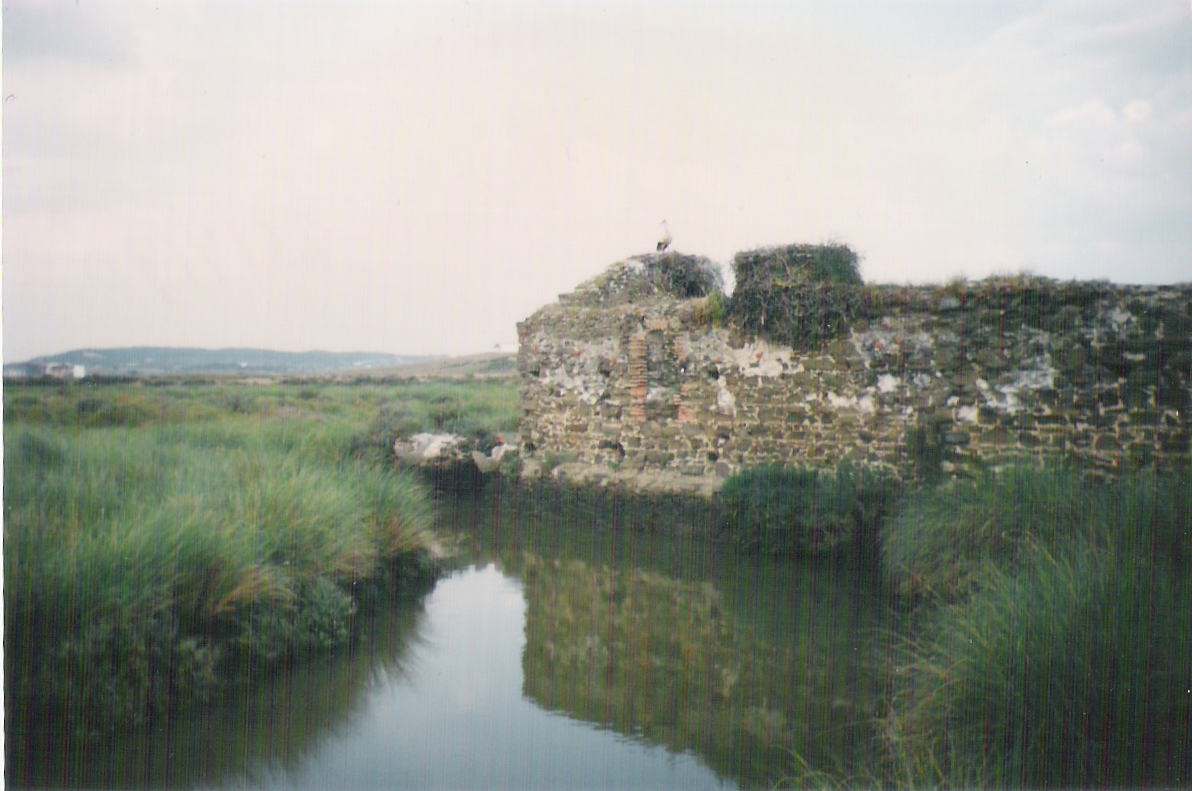
Reserva Natural do Sapal de Castro Marim e Vila Real de Santo António

|                                         |                                |  |
|                                         | Peneda-Gerês                   |  |
| Corno do Bico                           | Montesinho                     |  |
| Lagoa de Bertiandos e São Pedro de Arco | Albufeira de Azibo             |  |
| Litoral norte                           | Alvão                          |  |
| Dunas de São Jacinto                    | Douro Internacional            |  |
| Paul de Arzila                          |                                |  |
| Montes de Santa Olaia e Ferrestelo      | Serra da Estrela               |  |
| Serras de Aire e Candeeiros             | Serra da Malcata               |  |
| Monte de São Bartolomeu                 | Serra do Açor                  |  |
| Berlengas                               | Tejo internacional             |  |
| Serra de Montejunto                     | Pegadas de Dinossauros         |  |
| C. Lapiaz da Granja dos Serrões         | Paul do Boquilobo              |  |
| Granja dos Serrões e Negrais            | Serra de São Mamede            |  |
|                                         | Açude da Agolada               |  |
| Sintra-Cascais                          | Centro Histórico de Coruche    |  |
| Carenque                                | Açude do Monte da Barca        |  |
| Arriba Fóssil da C. Caparica            | Estuário do Tejo               |  |
| Pedreira do Avelino                     | Estuário do Sado               |  |
| Lagosteiros                             | Lagoa de St. André e Sancha    |  |
| Pedra da Mua                            | Vale do Guadiana               |  |
| Gruta do Zambujal                       | Fonte Benémola                 |  |
| Arrábida                                | S.C.Marim-V.R.S. António       |  |
| Sudoeste Alentejano e Costa Vicentina   | Ria Formosa                    |  |
|                                         | Rocha da Pena e Fonte Benémola |  |